# Episodi di Alle meine Töchter (quarta stagione)
La quarta stagione della serie televisiva Alle meine Töchter è stata trasmessa in anteprima in Germania dalla ZDF tra il 22 gennaio 1998 e il 16 aprile 1998.
| nº | Titolo originale               | Titolo italiano | Prima TV Germania | Prima TV Italia |
| -- | ------------------------------ | --------------- | ----------------- | --------------- |
| 1  | Total normal                   | inedito         | 22 gennaio 1998   | inedito         |
| 2  | Nur ein einziges Mal           | inedito         | 29 gennaio 1998   | inedito         |
| 3  | Was ist richtige Liebe?        | inedito         | 5 febbraio 1998   | inedito         |
| 4  | Die Botschaft der Lieder       | inedito         | 12 febbraio 1998  | inedito         |
| 5  | Eifersucht und Niedertracht    | inedito         | 19 febbraio 1998  | inedito         |
| 6  | Bösewichte                     | inedito         | 26 febbraio 1998  | inedito         |
| 7  | Der gläserne Sarg              | inedito         | 5 marzo 1998      | inedito         |
| 8  | Licht und Schatten             | inedito         | 12 marzo 1998     | inedito         |
| 9  | Die Schatten der Vergangenheit | inedito         | 19 marzo 1998     | inedito         |
| 10 | Der Todesengel                 | inedito         | 26 marzo 1998     | inedito         |
| 11 | Das böse Wunder                | inedito         | 2 aprile 1998     | inedito         |
| 12 | Annas Votum                    | inedito         | 9 aprile 1998     | inedito         |
| 13 | Scherben und Glück             | inedito         | 16 aprile 1998    | inedito         |